# 咲-Saki-フェス 四角い宇宙でSquarePanic!
『咲-Saki-フェス 四角い宇宙でSquarePanic!』（さきフェス しかくいうちゅうでスクエアパニック）は、2012年10月28日に中野サンプラザにて開催された『咲-Saki-』のライブイベント、およびそれを収録したライブBlu-ray Disc、DVD。

## 概要
2012年5月21日にアニメ公式ブログで本公演の開催を発表。詳細については同年6月18日にアニメ公式HPおよびアニメ公式ブログで発表された。
『咲-Saki-』シリーズとしてはこれが初の大型イベントとなった。アニメ第1期および「阿知賀編」の主題歌アーティストによる歌唱ライブや出演声優によるキャラクターソングの歌唱を披露。また、「阿知賀編」第13話以降の放送再開と『全国編』のアニメ化決定、PSPゲーム『咲-Saki- 阿知賀編 episode of side-A Portable』の製作決定が公演内で発表された。
2013年3月6日に、本公演を収録したBlu-ray Disc、DVDがポニーキャニオンから発売された。本編は夜の部の模様を収録し、それ以外のパートに関しては、映像特典として収録される（後述）。

## 出演者
出演者は以下の通り。
- 悠木碧（高鴨穏乃役）
- 東山奈央（新子憧役）
- MAKO（松実宥役）
- 内山夕実（鷺森灼役）
- 植田佳奈（宮永咲役）
- 小清水亜美（原村和役）
- 白石涼子（染谷まこ役） - MC
- 伊藤静（竹井久役） - MC
- 福原香織（天江衣役）
- 斎藤桃子（東横桃子役）※昼の部のみ
- 森永理科（池田華菜役）※夜の部のみ
- 橋本みゆき
- StylipS
  - 石原夏織（清水谷竜華役）[注 2]
  - 能登有沙（江口セーラ役）
  - 小倉唯（園城寺怜役）[注 2]
  - 松永真穂（二条泉役）

## セットリスト
セットリストは昼夜概ね共通。太字はBlu-ray Disc、DVD本編収録。
1. MIRACLE RUSH
歌 - StylipS
2. Live-A-life
歌 - 新子憧（東山奈央）
3. 麻雀あったかぽっぷ
歌 - 松実宥（MAKO）
4. Next Legend
歌 - 鷺森灼（内山夕実）
5. One Vision
歌 - 園城寺怜（小倉唯）
6. Little Pray
歌 - 清水谷竜華（石原夏織）
7. YES！READY to PLAY
歌 - 高鴨穏乃（悠木碧）
8. 1. ステルス・モ・モ・モード（昼の部）
歌 - 東横桃子（斎藤桃子）
  2. イキナリユキナリ （夜の部）
歌 - 池田華菜（森永理科）
9. 刹那の海よ
歌 - 天江衣（福原香織）
10. 残酷な願いの中で
歌 - 宮永咲（植田佳奈）、原村和（小清水亜美）
11. Futuristic Player
歌 - 橋本みゆき
12. TSU・BA・SA[注 3]
歌 - StylipS
13. SquarePanicSerenade
歌 - 高鴨穏乃（悠木碧）、新子憧（東山奈央）、松実宥（MAKO）、鷺森灼（内山夕実）[注 1]
14. Glossy:MMM
歌 - 橋本みゆき
15. 四角い宇宙で待ってるよ
歌 - 出演者全員

## BD / DVD
| 発売日       | 規格品番   | 規格品番   |
| 発売日       | BD         | DVD        |
| ------------ | ---------- | ---------- |
| 2013年3月6日 | PCXG-50147 | PCBG-51557 |

映像特典
- 昼の部 ゲストパート部分収録（BD/DVD共通）
- 「咲-Saki-フェス」バックステージ映像（BDのみ）
- 「咲-Saki-フェス杯」収録映像（BDのみ）